# 明登 (內布拉斯加州)
明登（英語：Minden）是一個位於美國內布拉斯加州卡尼縣的城市。根據2010年美國人口普查，該地共人口2923人，而該地的面積約為5.71平方千米。同時該地也是卡尼縣的縣治。

## 地理
明登的座標為40°29′53″N 98°57′04″W / 40.49806°N 98.95111°W，而該地的平均海拔高度為662米（即2172英尺）。